# Sendangwungu
Sendangwungu is een bestuurslaag in het regentschap Blora van de provincie Midden-Java, Indonesië. Sendangwungu telt 3035 inwoners (volkstelling 2010).